# Castellbell i el Vilar
Castellbell i el Vilar är en kommun i Spanien.   Den ligger i provinsen Província de Barcelona och regionen Katalonien, i den östra delen av landet, 500 km öster om huvudstaden Madrid. Antalet invånare är 3 641. Arean är 24,5 kvadratkilometer. Castellbell i el Vilar gränsar till Sant Vicenç de Castellet, Rellinars, Vacarisses, Monistrol de Montserrat och Marganell. 
Terrängen i Castellbell i el Vilar är varierad.